# Helgakviða Hjörvarðssonar
Helgakviða Hjörvarðssonar (Lai d'Helgi Hjörvarðsson) est un poème recueilli dans l'Edda poétique, trouvé dans le manuscrit du Codex Regius, où il suit Helgakviða Hundingsbana I et précède Helgakviða Hundingsbana II . La partie du texte qui constitue le poème n'est pas nommée dans le manuscrit, et n'a peut-être jamais été destinée à être considérée comme un poème unique, bien que les érudits lui aient attribué un nom par commodité. Le texte semble être un patchwork de poèmes anciens, collés avec des passages en prose. Le poème raconte l'histoire de Helgi Hjörvarðsson, vaguement liée à l'histoire de Helgi Hundingsbani . 

## Scénario

### Comment le père de Helgi a conquis la mère de Helgi
Le lai commence avec un roi norvégien nommé Hjörvarðr. Le roi a quatre femmes : Álfhildr avec qui il a le fils Heðinn, une seconde du nom de Særeiðr mère de son fils Humlungr, et une troisième appelée Sinrjóð, par qui il a eu son fils Hymlingr. La quatrième épouse n'est pas mentionnée, mais elle est peut-être Sigrlinn, avec qui commence l'intrigue de l'histoire. 
Hjörvarðr a fait le vœu de posséder la plus belle femme qu'il connaissait. Quand il apprend que le roi Sváfnir de Sváfaland est le père de Sigrlinn qui est la plus belle fille, Hjörvarðr envoie Atli, le fils de son jarl Iðmundr, courtiser la fille en son nom. 
Atli Iðmundsson est resté avec le roi Sváfnir pendant un hiver mais Fránmarr, le jarl du roi, lui a dit que le roi ne donnerait pas sa fille à Hjörvarðr. À son retour chez lui, Atli a une conversation avec un oiseau, qui lui dit que Hjörvarðr aurait Sigrlinn à condition que l'oiseau reçoive du bétail à cornes d'or et des autels de la propriété du roi. Atli rentre chez lui auprès du roi Hjörvarðr et lui dit que sa mission a échoué. 
Le roi décide de se rendre auprès du roi Sváfnir lui-même avec Atli. Quand ils arrivent sur une montagne, ils voient Sváfaland en flammes et des nuages de poussière rouler à travers la terre, venant de guerriers chevauchant. C'est l'armée du roi Hróðmarr qui désire aussi la princesse Sigrlinn, mais qui a été refusée et a essayé de prendre la fille par la force des armes. A cet instant, le roi Hróðmarr a tué le roi Sváfnir et tente de trouver Sigrlinn. 
Pendant la nuit, le roi Hjörvarðr et Atli campent près d'un ruisseau et Atli découvre une maison sur laquelle est posé un grand oiseau. Atli ne sait pas que l'oiseau est le jarl Fránmarr du roi Sváfnir sous la forme  d'un oiseau, afin de protéger par magie Sigrlinn et sa propre fille Álof, qui se trouvent à l'intérieur de la maison. Atli tue l'oiseau et découvre Sigrlinn et Álof à l'intérieur de la maison. Le roi Hjörvarðr rentre chez lui avec Sigrlinn et Atli avec Álof, la fille du jarl qu'il a tué. 

### Helgi rencontre Sváfa
Hjörvarðr et Sigrlinn ont un fils qui est un homme silencieux et à qui aucun nom ne peut être donné. Quand cet homme silencieux devient adulte, il s'assied un jour sur une colline, et il voit neuf Valkyries chevaucher dont Sváfa est la plus belle. Elle est la fille du roi Eylimi. 
Sváfa l'appelle Helgi et lui demande s'il veut un cadeau avec son nouveau prénom (ce qui est coutumier), mais Helgi ne veut rien s'il ne pouvait pas avoir Sváfa elle-même. Elle l'informe alors de l'emplacement d'une grande épée gravée de serpents et de runes magiques : Modèle:Verse translation
Sváfa a donné son nom à Helgi et pendant ses batailles, elle est toujours là pour lui, le protégeant du danger. 

### Helgi venge Svafnir et épouse Sváfa
Helgi reproche à son père, le roi Hjörvarðr, de ne pas avoir vengé l'incendie de Sváfaland et le meurtre du roi Sváfnir. De plus, le roi Hróðmarr a toujours en sa possession les richesses du roi Svafnir. Hjörvarðr a donné à Helgi un orchestre de guerre et Helgi a également acquis l'épée magique dont Sváfa lui a parlé. Puis Helgi a tué Hróðmarr et vengé son grand-père. 
Dans la suite de ses aventures, Helgi tue le jotun Hati (ce Hati ne semble pas être Hati Hróðvitnisson) ; Helgi et Atli ont une longue discussion en poésie (un poème appelé Hrímgerðarmál ) avec la fille de Hati Hrímgerðr, qu'ils prolongent jusqu'au lever du soleil qui transforme la géante en pierre. 
Après avoir gagné la gloire au combat, Helgi se rend auprès du roi Eylimi et demande au roi la main de sa fille. Le roi Eylimi y consent et donc, Helgi et Sváfa échangent leurs vœux. Bien qu'ils soient mariés, elle est restée avec son père et Helgi guerroie. 

### Mort de Helgi
Un Yule, le frère d'Helgi, Heðinn, trouve une femme troll chevauchant un loup avec des serpents pour brides. Elle lui demande sa compagnie, ce qu'il refuse. La femme troll jure et lui dit qu'il en viendra à regretter sa décision lors du festin du roi pendant les festivités de Yule. 
Pendant les festivités, les hommes posent leurs mains sur le sanglier sacré pour prêter serment, et Heðinn jure qu'il aura Sváfa, la femme de son frère, comme sienne. 
Heðinn rencontre Helgi et lui fait part de son vœu fatidique. Helgi  répond qu'un de ses fylgjas a vu la rencontre de Heðin avec la femme troll. Il informe Heðinn que le fils du roi Hróðmar, Álfr, veut venger son père et a défié Helgi à un holmgang à Sigarsvoll qui aura lieu trois nuits plus tard. 
Pendant le holmgang avec Álfr, Helgi reçoit une blessure mortelle à cause de la malédiction de la femme troll, et Álfr gagne. Helgi envoie alors son compagnon Sigarr auprès du roi Eylimi afin d'aller chercher Sváfa et qu'ils puissent se rencontrer avant sa mort. 
Avant de mourir, Helgi demande à Sváfa d'épouser son frère Heðinn. Le frère demande à Sváfa de l'embrasser, car elle ne le reverra plus avant que Helgi ne soit vengé. 
Helgi et Sváfa renaissent tous deux sous le nom de Helgi Hundingsbane et Sigrún, et ainsi leurs aventures continuent. 